# Assedio di Louisbourg
L'assedio di Louisbourg fu una battaglia fondamentale della guerra dei sette anni (nota negli Stati Uniti come guerra franco-indiana) combattuta nel 1758 tra Regno di Gran Bretagna e Regno di Francia. Pose fine all'epoca coloniale francese nel Canada atlantico e portò alla perdita della città di Quebec nel 1759 e del resto della Nuova Francia l'anno seguente.

## Contesto storico
Il governo britannico aveva capito che con la fortezza di Louisbourg sotto il controllo francese non c'era modo per la Royal Navy di risalire il San Lorenzo per attaccare il Quebec. Dopo che la spedizione condotta contro Louisbourg nel 1757 da Lord Loudon fu respinta dai francesi, i britannici guidati da William Pitt decisero di riprovare con nuovi comandanti.
Pitt assegnò il compito della conquista della fortezza al maggior generale Jeffrey Amherst. I generali di brigata di Amherst erano Charles Lawrence, James Wolfe e Edward Whitmore, mentre il comando delle operazioni navali fu assegnato all'ammiraglio Edward Boscawen. Il capo ingegnere era John Henry Bastide, che aveva partecipato al primo assedio di Louisbourg nel 1745 e che era capo ingegnere a Fort Saint Philip, Minorca, quando nel 1756 i britannici erano stati sconfitti dai francesi dopo un lungo assedio.
Come avevano fatto nel 1757, i francesi progettarono di difendere Louisbourg con un ampio impiego navale. La flotta francese salpata da Tolone fu bloccata a Cartagena dai britannici, ed i rinforzi furono sconfitti nella battaglia di Cartagena. I francesi abbandonarono l'idea di ottenere aiuto da oltreoceano, il che significava che avrebbero avuto a disposizione poche navi per opporsi ai britannici al largo di Louisbourg.

## Ordine di battaglia

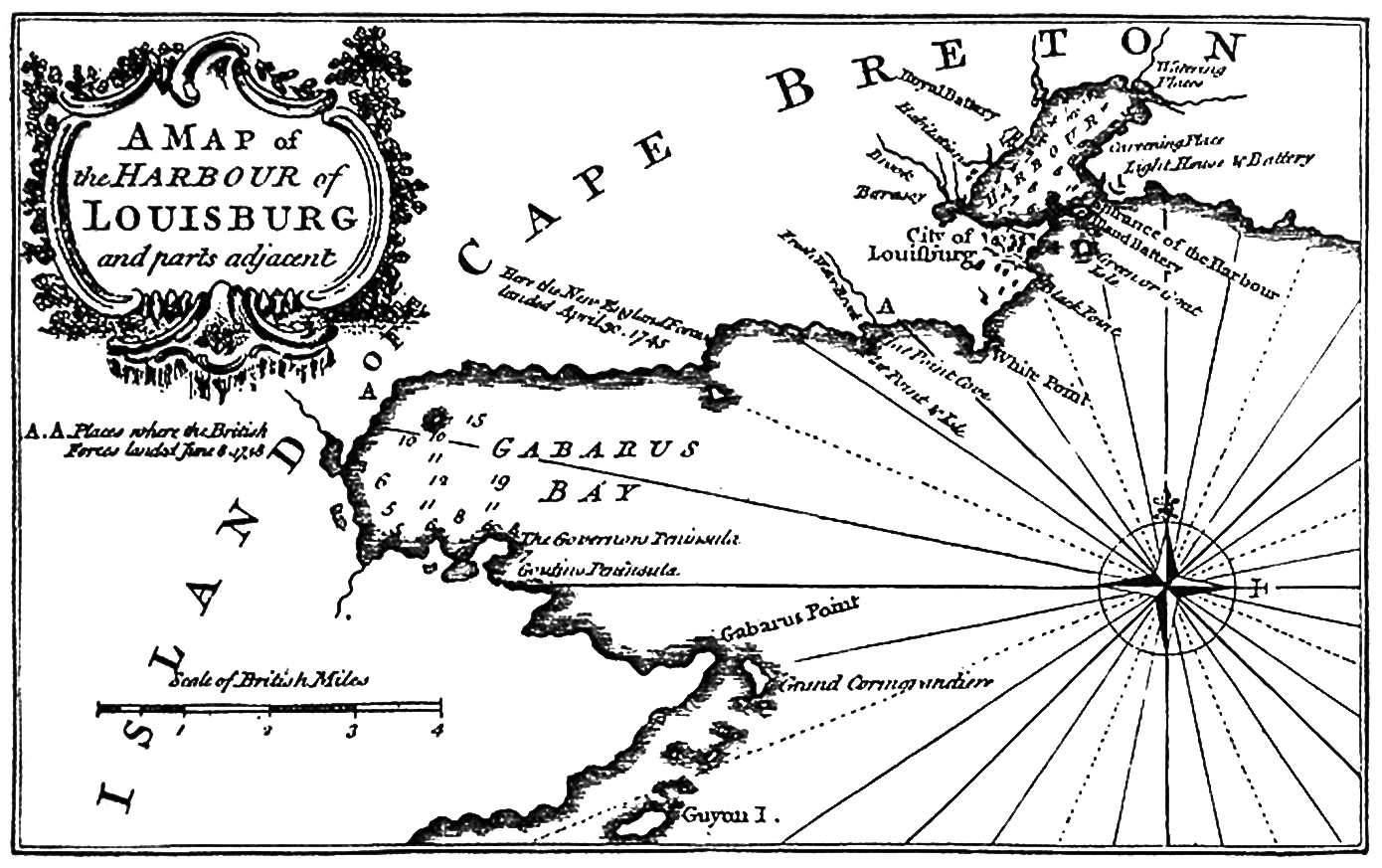
Mappa di Louisbourg (1758)

I britannici si riunirono ad Halifax dove le unità di esercito e marina passarono maggio addestrandosi per agire in modo coordinato. Dopo l'assembramento di Great Pontack, il 29 maggio la flotta della Royal Navy partì da Halifax verso Louisbourg. La flotta era composta da 150 navi da trasporto e 40 man-of-war. Su queste navi c'erano 14000 soldati, quasi tutti regolari (con l'eccezione di quattro compagnie di American rangers). Furono divisi in tre divisioni: Red, comandati da James Wolfe, Blue, comandati da Charles Lawrence e White comandati da Edward Whitmore. Il 2 giugno gettarono l'ancora a Gabarus Bay, a 5 km da Louisbourg.
Il comandante francese (e governatore di Île Royale) Augustin de Boschenry de Drucour aveva a disposizione circa 3500 regolari e 3500 marinai sulle navi da guerra nel porto. A differenza dell'anno prima, la marina francese non fu in grado di incrementare le file, lasciando lo squadrone di Louisbourg in minoranza numerica di cinque ad uno. Drucour ordinò agli uomini di prepararsi e spedì 2000 soldati con altre difese, come una batteria di artiglieria, a Kennington Cove.

## Assedio

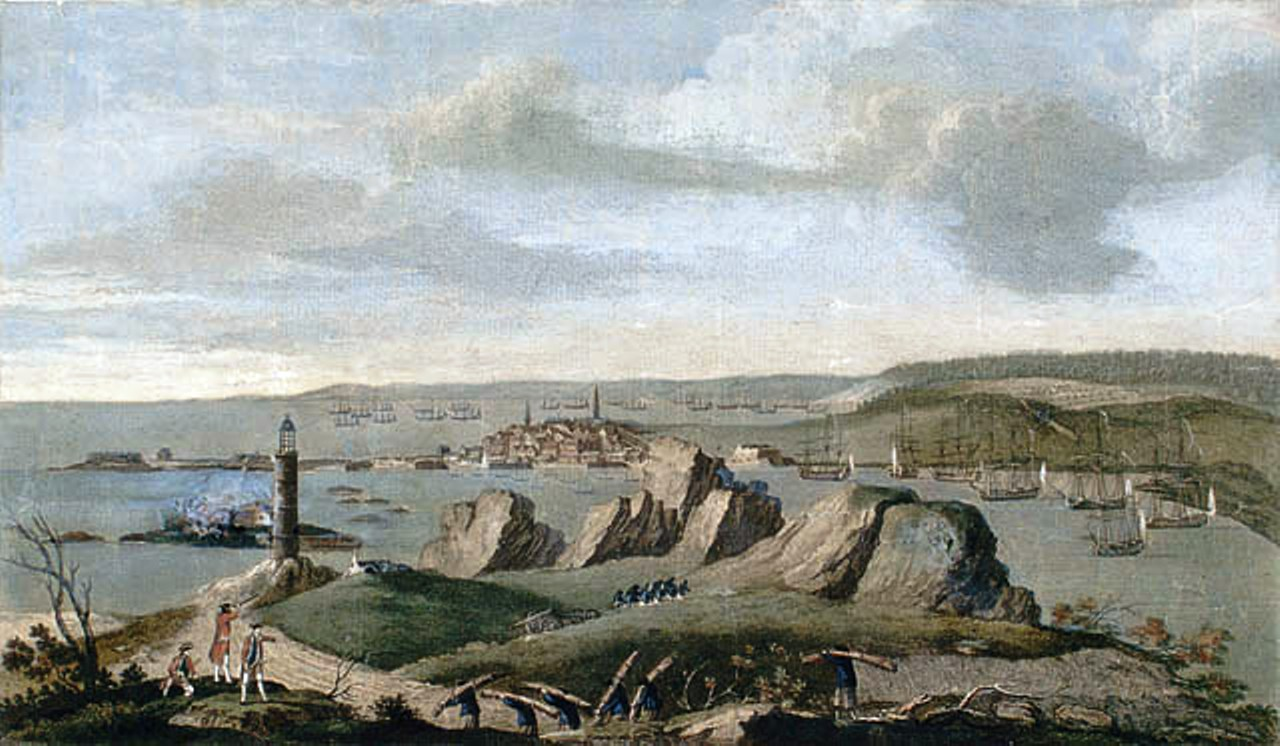
Vista di Louisbourg quando la città fu assediata nel 1758

Le condizioni meteorologiche della prima settimana di giugno resero impossibile lo sbarco, per cui i britannici poterono solo bombardare le improvvisate difese della costa di Gabarus Bay con una fregata. Le condizioni migliorarono, ed all'alba dell'8 giugno Amherst lanciò un assalto con una flotta di grandi barche organizzate in 7 divisioni, ognuna comandata da uno dei suoi generali. Inizialmente le difese francesi ebbero successo, e dopo pesanti perdite Wolfe ordinò la ritirata. All'ultimo minuto un carico di fanteria della divisione di Wolfe (i Rogers' Rangers) trovarono una roccia protetta dal fuoco francese e sbarcarono. Wolfe guidò qui il resto della sua divisione. Colpiti ai fianchi, i francesi si ritirarono velocemente all'interno della fortezza.
Continue mareggiate e la difficoltà nel muovere le macchine d'assedio su un terreno tanto paludoso rallentarono l'inizio ufficiale dell'assedio. Nel frattempo Wolfe era stato mandato con 1220 uomini ad assediare il faro che dominava l'entrata del porto. Questo fu fatto il 12 giugno. Dopo undici giorni, il 19 giugno, le batterie di artiglieria britannica erano in posizione e fu dato l'ordine di aprire il fuoco sui francesi. La batteria britannica era composta di 70 cannoni e mortai di ogni tipo. Nel giro di alcune ore i cannoni avevano distrutto le mura e danneggiato numerosi edifici.

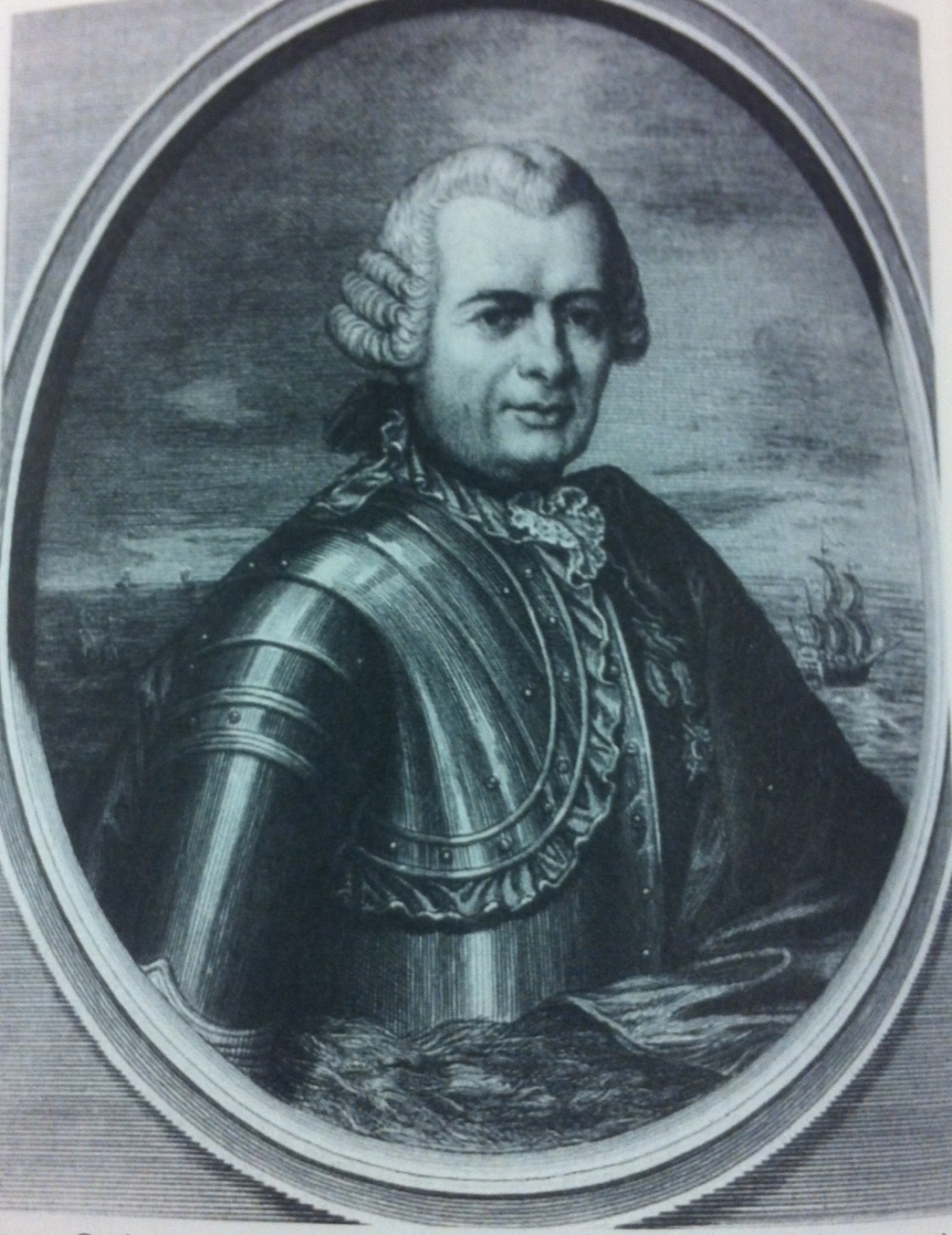
Louis-Joseph Beaussier de l'Isle

Il 21 luglio un colpo di mortaio sparato da un cannone britannico posto sul faro colpì un cannone da 74 della nave francese L'Entreprenant, scatenando a bordo un incendio. La leggera brezza aizzò il fuoco, e poco dopo L'Entreprenant, altre due navi francesi presero fuoco. L'Entreprenant esplose quello stesso giorno, privando i francesi della nave più grande della flotta di Louisbourg.
Un altro colpo al morale francese ci fu la sera del 23 luglio alle 10:00. Un colpo fortunato britannico appiccò il fuoco al bastione noto come King's Bastion. Il King's Bastion conteneva il quartier generale della fortezza, ed era nel 1758 l'edificio più grande dell'America del Nord. La sua distruzione abbatté il morale delle truppe francesi e le loro speranze di resistere all'assedio.
Molti storici considerano le azioni britanniche del 25 luglio come la "goccia che fece traboccare il vaso". Usando una fitta nebbia come copertura, l'ammiraglio Boscawen inviò un manipolo a distruggere le navi francesi nel porto. Gli inglesi misero fuori uso le ultime due navi francesi da combattimento, conquistando la Bienfaisant e dando alle fiamme la Prudent, aprendo quindi la strada per la Royal Navy verso il porto. James Cook, diventato poi famoso come esploratore, prese parte alle operazioni e ne tenne un resoconto nel suo diario di bordo.

## Resa

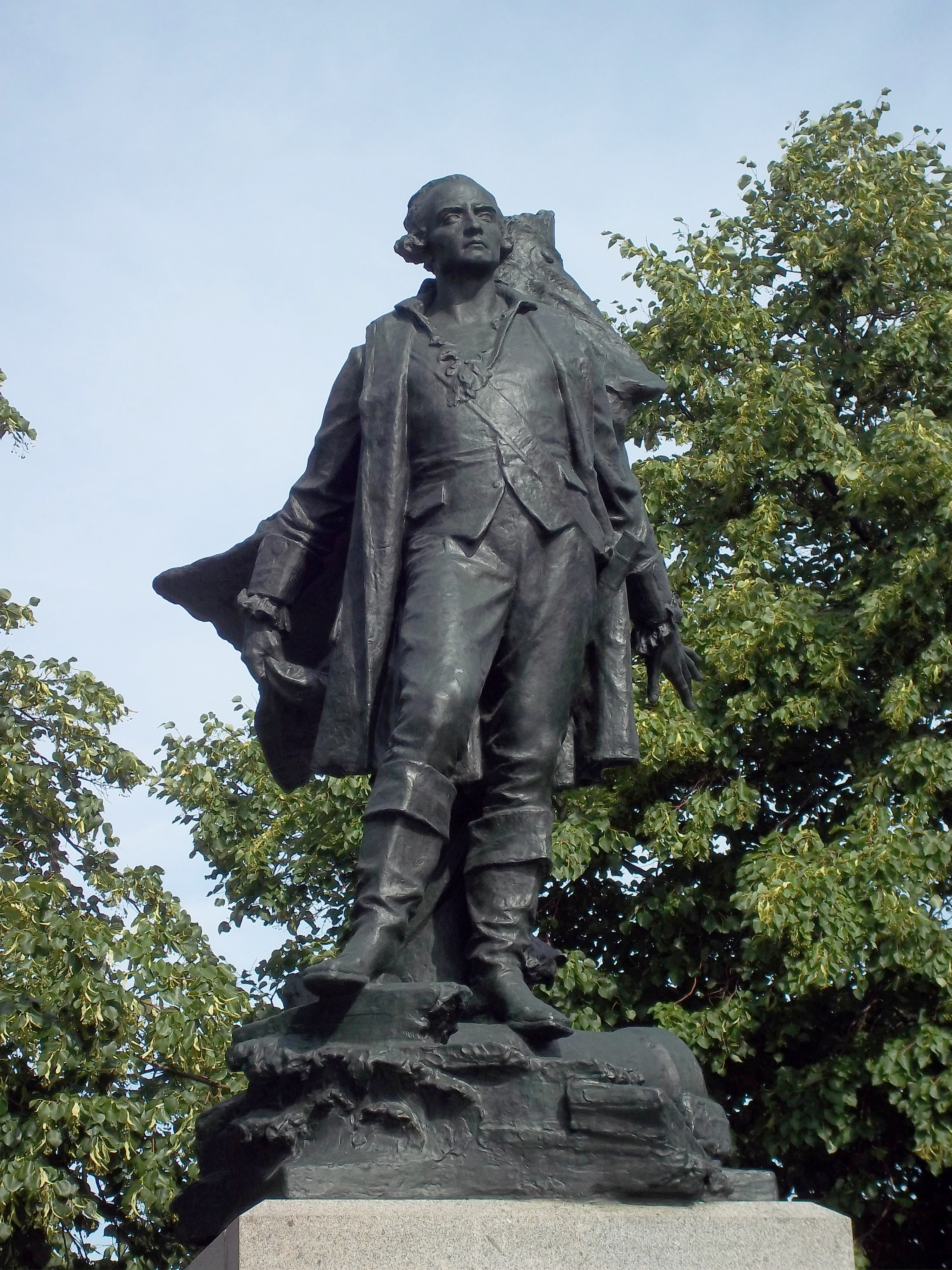
Jean Vauquelin

Il 26 luglio i francesi si arresero. Avendo combattuto in modo vigoroso, i francesi si aspettavano di vedersi concedere l'onore delle armi concesso agli sconfitti britannici della battaglia di Minorca. Amherst si rifiutò, probabilmente avendo in mente le storie delle atrocità che si dice siano state commesse dai nativi alleati dei francesi su coloro che si arresero a Fort Oswego e a Fort William Henry. Ai difensori di Louisbourg fu ordinato di consegnare tutte le armi, l'equipaggiamento e le bandiere. Questo fece infuriare Drucour, ma essendo in gioco la vita dei civili che abitavano Louisbourg accettò malvolentieri i termini della resa. Il reggimento Cambis si rifiutò di onorarne i termini, ruppero i loro moschetti e diedero fuoco alle bandiere piuttosto che consegnarli ai britannici.

## Conseguenze
Louisbourg aveva resistito abbastanza a lungo da evitare l'attacco a Quebec nel 1758. La caduta della fortezza portò però alla perdita del territorio francese nel Canada atlantico. Partendo da Louisbourg, gli inglesi passarono il resto dell'anno inseguendo i francesi ed occupandone gli insediamenti in quello che oggi è Nuovo Brunswick, Isola del Principe Edoardo e Terranova. La seconda ondata di espulsioni degli Acadiani ebbe inizio. I britannici intrapresero la campagna del fiume Saint John, la campagna del fiume Petitcodiac, la campagna di Ile Saint-Jean e la deportazione degli Acadiani nella campagna del golfo di Saint Lawrence (1758).
La perdita di Louisbourg privò il Quebec e la Nuova Francia della protezione navale, aprendo la via all'attacco di Saint Lawrence. Louisbourg fu utilizzata nel 1759 come punto di partenza dal generale Wolfe per il famoso assedio di Quebec che pose fine al regno francese in America del Nord. Dopo la resa di Quebec i britannici distrussero tutte le fortezze con l'uso di esplosivi, assicurandosi così che i francesi non sarebbero tornati dopo un eventuale nuovo trattato di pace. Nel 1760 la fortezza fu ridotta in un cumulo di macerie. Nel 1763 col trattato di Parigi la Francia cedette ufficialmente il Canada, compresa l'isola del Capo Bretone, all'Inghilterra. Nel 1768 l'ultima guarnigione francese se ne andò con la maggior parte degli abitanti civili rimasti.

## Flotta della Royal Navy impegnata nell'assedio

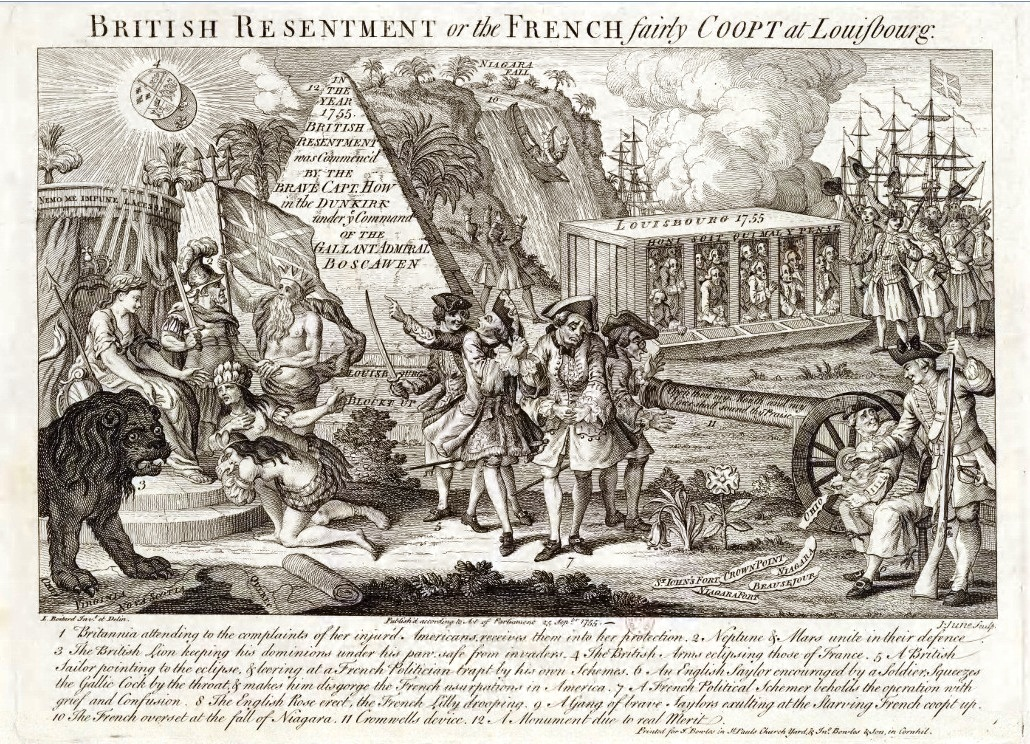
Propaganda inglese contro Louisbourg ed il Canada francese nel 1755

| Nave                 | Cannoni | Ammiraglio               | Capitano        |
| -------------------- | ------- | ------------------------ | --------------- |
| HMS Namur            | 90      | Edward Boscawen          | Matthew Buckle  |
| HMS Royal William    | 84      | Sir Charles Hardy        | Thomas Evans    |
| HMS Princess Amelia  | 80      | Ammiraglio Philip Durell | John Bray       |
| HMS Invincible       | 74      |                          | John Bentley    |
| HMS Dublin           | 74      |                          | George Rodney   |
| HMS Terrible         | 74      |                          | Richard Collins |
| HMS Northumberland   | 70      |                          | Lord Colville   |
| HMS Vanguard         | 70      |                          | Robert Swanton  |
| HMS Orford           | 70      |                          | Richard Spry    |
| HMS Burford          | 70      |                          | James Gambier   |
| HMS Somerset         | 70      |                          | Edward Hughes   |
| HMS Lancaster        | 70      |                          | George Edgcumbe |
| HMS Devonshire       | 66      |                          | William Gordon  |
| HMS Bedford          | 64      |                          | Thorpe Fowke    |
| HMS Captain          | 64      |                          | John Amherst    |
| HMS Prince Frederick | 64      |                          | Robert Mann     |
| HMS Pembroke         | 60      |                          | John Simcoe     |
| HMS Kingston         | 60      |                          | William Parry   |
| HMS York             | 60      |                          | Hugh Pigot      |
| HMS Prince of Orange | 60      |                          | John Fergusson  |
| HMS Defiance         | 60      |                          | Patrick Baird   |
| HMS Nottingham       | 60      |                          | Samuel Marshall |
| HMS Centurion        | 54      |                          | William Mantell |
| HMS Sutherland       | 50      |                          | John Rous       |

## Galleria d'immagini

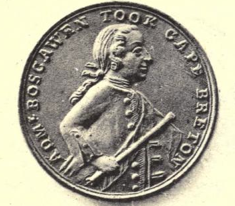
Medaglia di Edward Boscawen
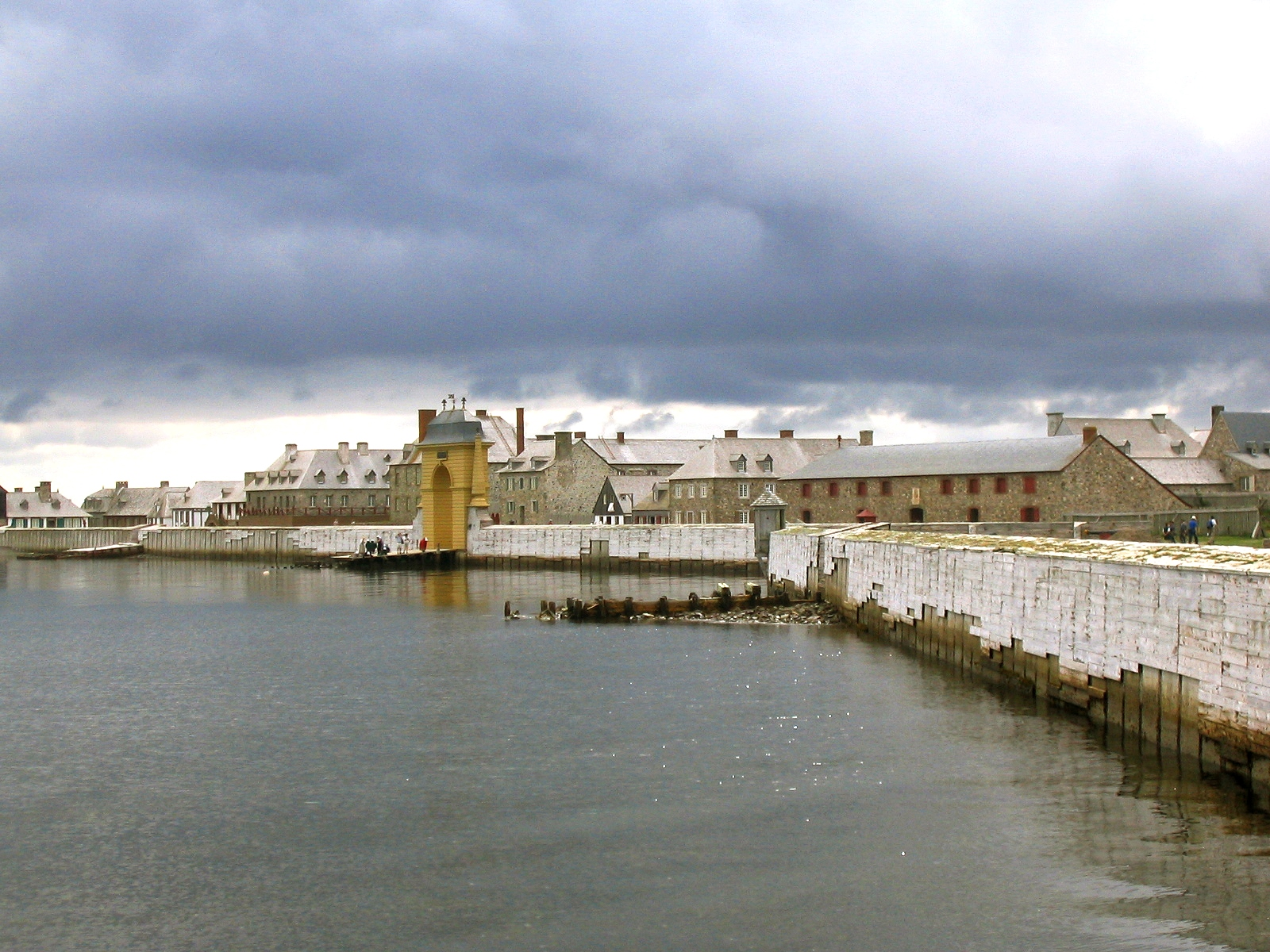
La fortezza oggi, vista dal porto
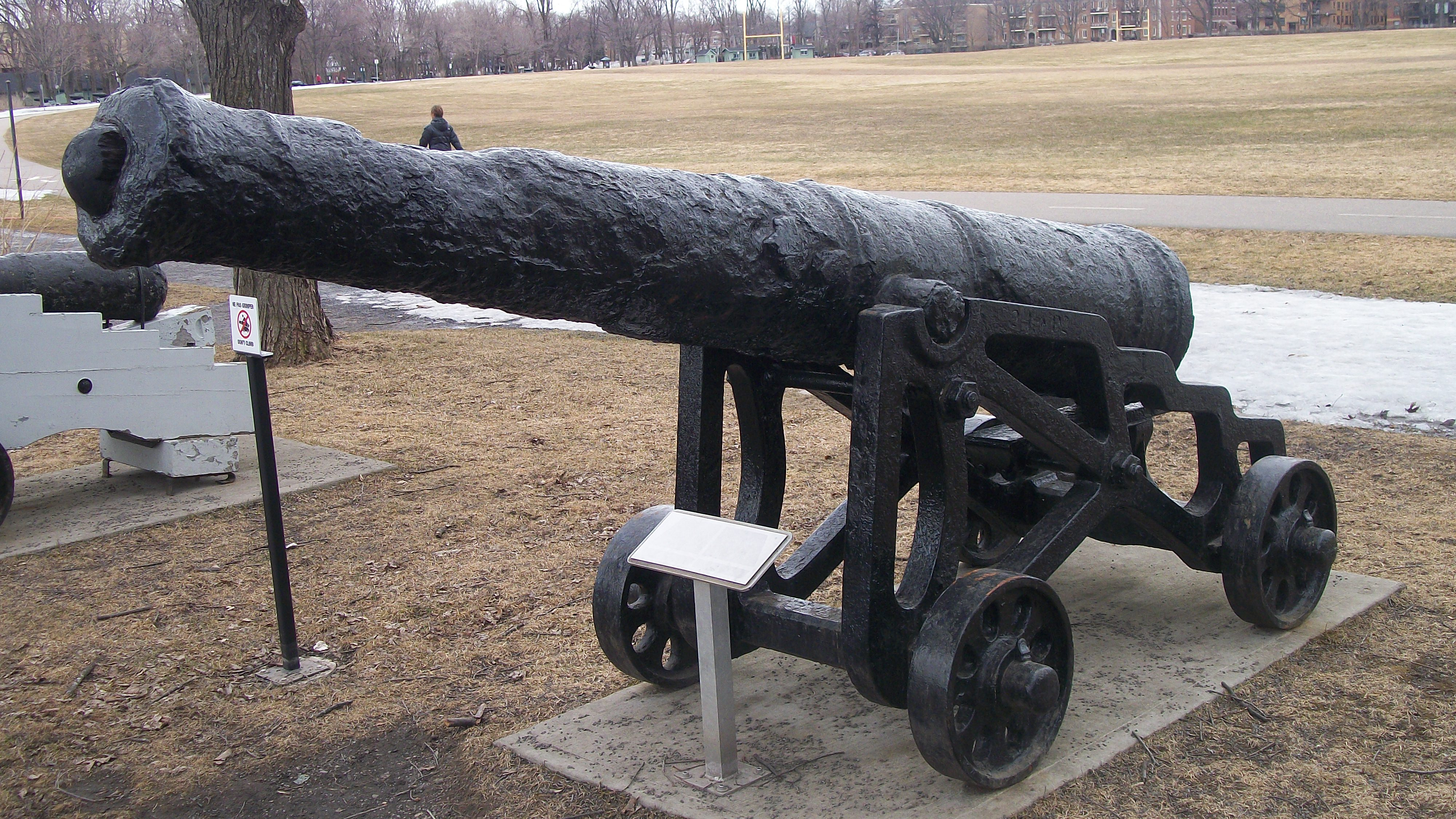
Cannone della Le Prudent, esposto presso il the Battlefields Park, Quebec
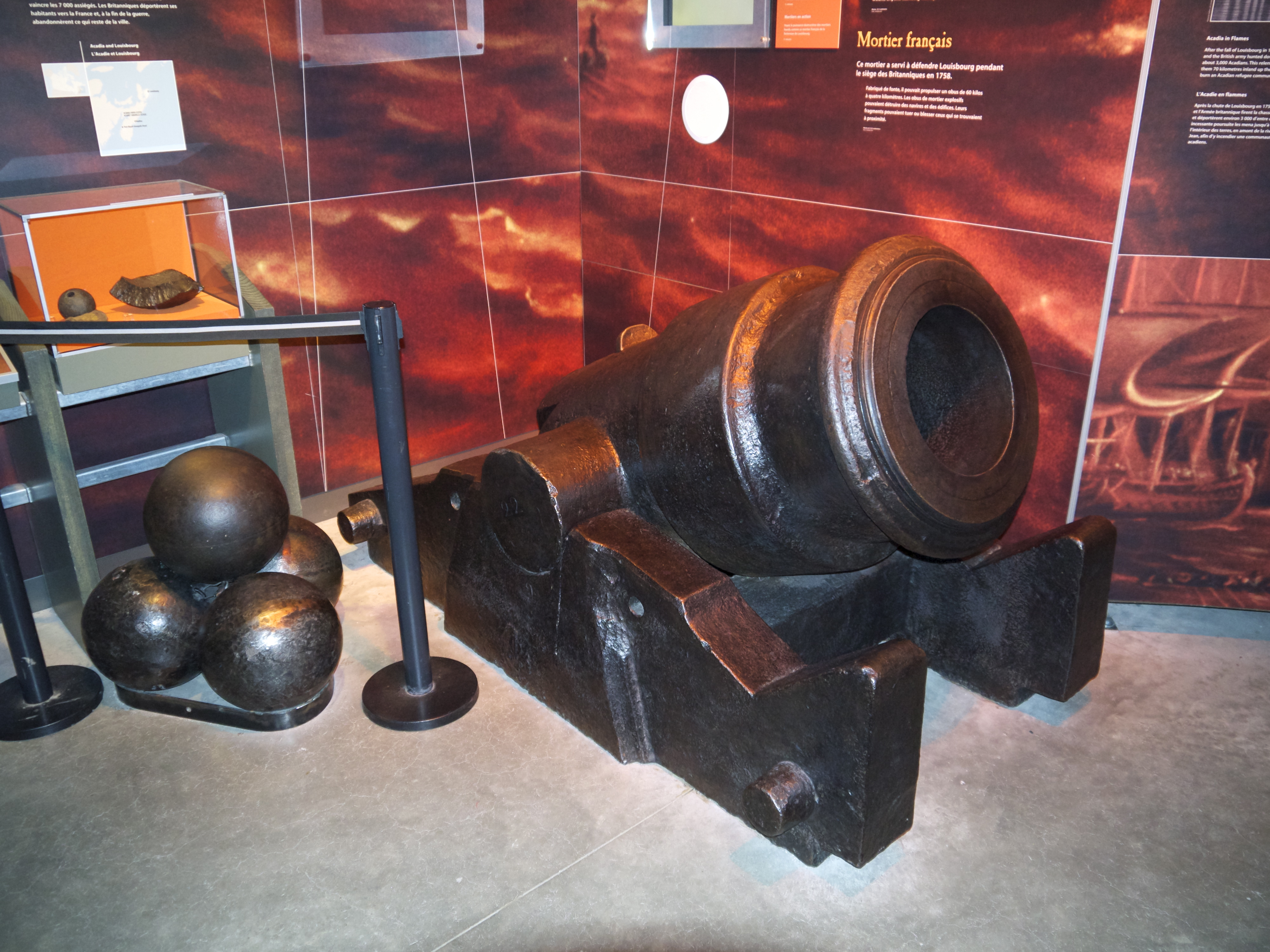
Mortaio francese utilizzato durante l'assedio, esposto presso il Canadian War Museum, Ottawa.
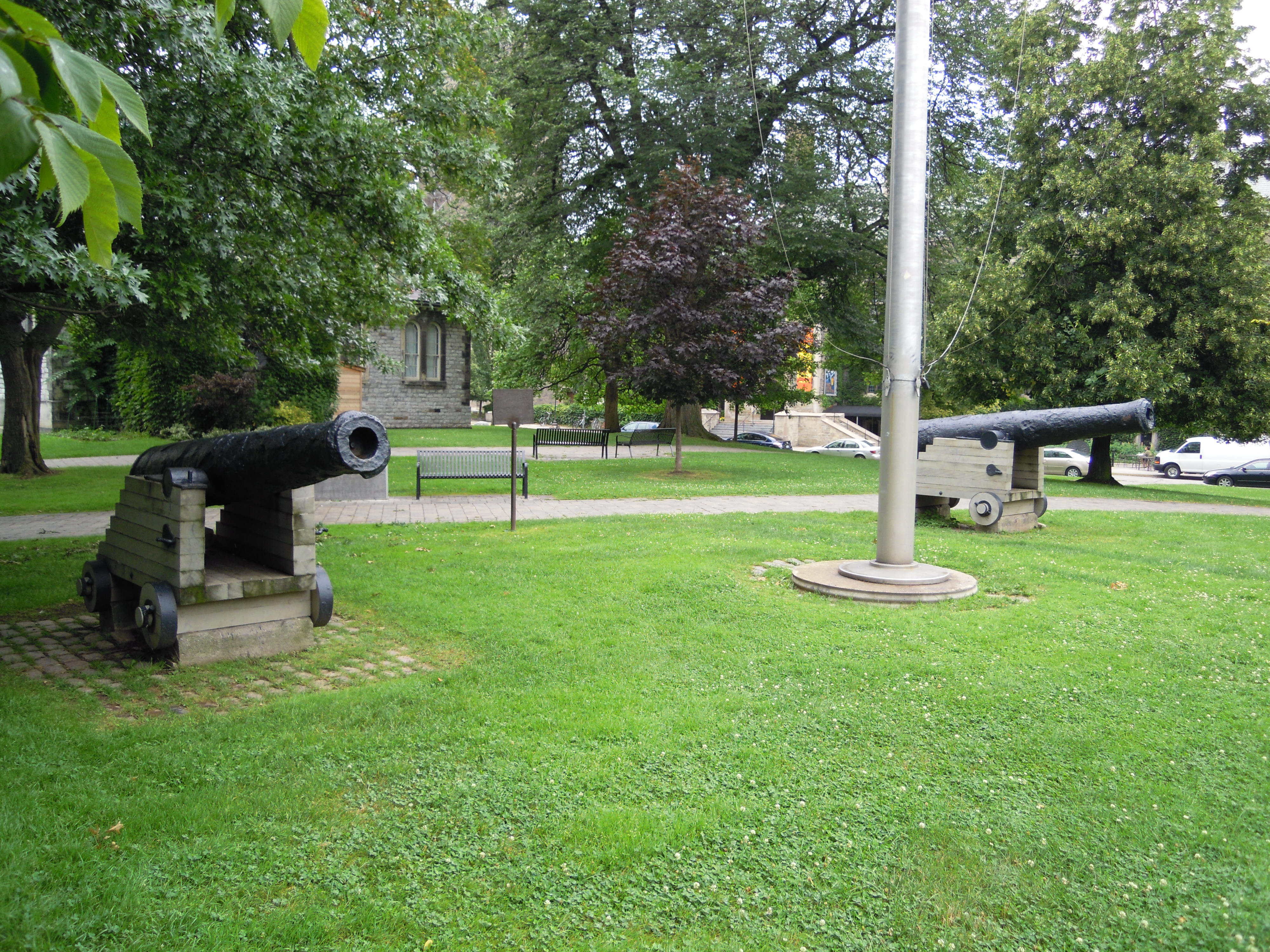
Cannoni di Louisbourg, Toronto